# Silluvia simbuae
Silluvia simbuae är en skalbaggsart som beskrevs av Zdzisława Stebnicka 1990. Silluvia simbuae ingår i släktet Silluvia och familjen Aegialiidae. Inga underarter finns listade i Catalogue of Life.